# Дин, Патрик
Сэр Патрик Генри Дин (англ. Patrick Henry Dean; 16 марта 1909, Берлин, Германская империя — 5 ноября 1994, Кингстон-апон-Темс, Англия, Великобритания) — британский юрист и дипломат. Доктор права (LL.D.).
В 1953—1960 годах возглавлял Объединённый разведывательный комитет.
В 1960—1964 годах постоянный представитель Великобритании в ООН.
В 1965—1969 годах посол Великобритании в США.
Рыцарь Великого Креста ордена Святого Михаила и Святого Георгия.